# Шитьё знамени
«Шитьё знамени» (англ. Stitching the Standard) — картина, написанная в 1911 году британским художником-прерафаэлитом Эдмундом Лейтоном.

## Описание
На полотне изображена молодая девушка, сидящая на стене средневекового замка и делающая последние штрихи в работе над вышивкой знамени. На знамени изображён чёрный орёл на золотом поле.
Картина написана в стиле позднего прерафаэлизма, не запятнанного событиями Первой мировой войны. Этой картине присущи признаки позднего прерафаэлизма: романтика и красота образа. «Шитьё знамени» указано Альфредом Ёкни, биографом Лейтона, как одно из полотен 1911 года, но не под современным названием. В левой части картины на камне высечены инициалы художника и год написания полотна.

## Судьба картины
23 апреля 1928 года полотно под названием «Подготовка флага» было выставлено на аукционе «Кристис» и куплено В. В. Сампсоном. 26 сентября 1977 года на аукционе «Филлипс» картина была продана Ричарду Грину. А 27 июня 1978 года получила современное название и была куплена частным коллекционером на аукционе «Сотбис» в Лондоне.